# Белорусы в Литве

Мемориальная доска Брониславу Тарашкевичу в Вильнюсе, на здании штаб-квартиры западно-белорусских организаций

Белорусы в Литве (бел. Беларусы Літвы, лит. Lietuvos baltarusiai) — по данным официальной статистики являются третьим по численности национальным меньшинством в Литве после поляков и русских. В 2001 году в Литовской Республике проживало 42 866 этнических белорусов, что составляло 1,23 % от общего населения. Из них своим родным языком белорусский называли 14 602 человека, русский — 22 386 человек и литовский — 1 622 респондента. По оценкам проводимым на основе данных Регистра населения Литвы по состоянию на 2024 год доля белорусов в составе населения Литвы увеличилась до 2,1 %.
Подавляющее большинство белорусов являются гражданами Литвы. Именно благодаря политике литовского руководства, которое в начале 1990-х годов предоставило национальным меньшинствам право беспрепятственного получения гражданства, республика не знала социальных потрясений Латвии и Эстонии.
На начало 2019 доля резидентов-граждан Республики Беларусь в общей численности постоянного населения Литвы составила 0,3 %.

## История и география расселения

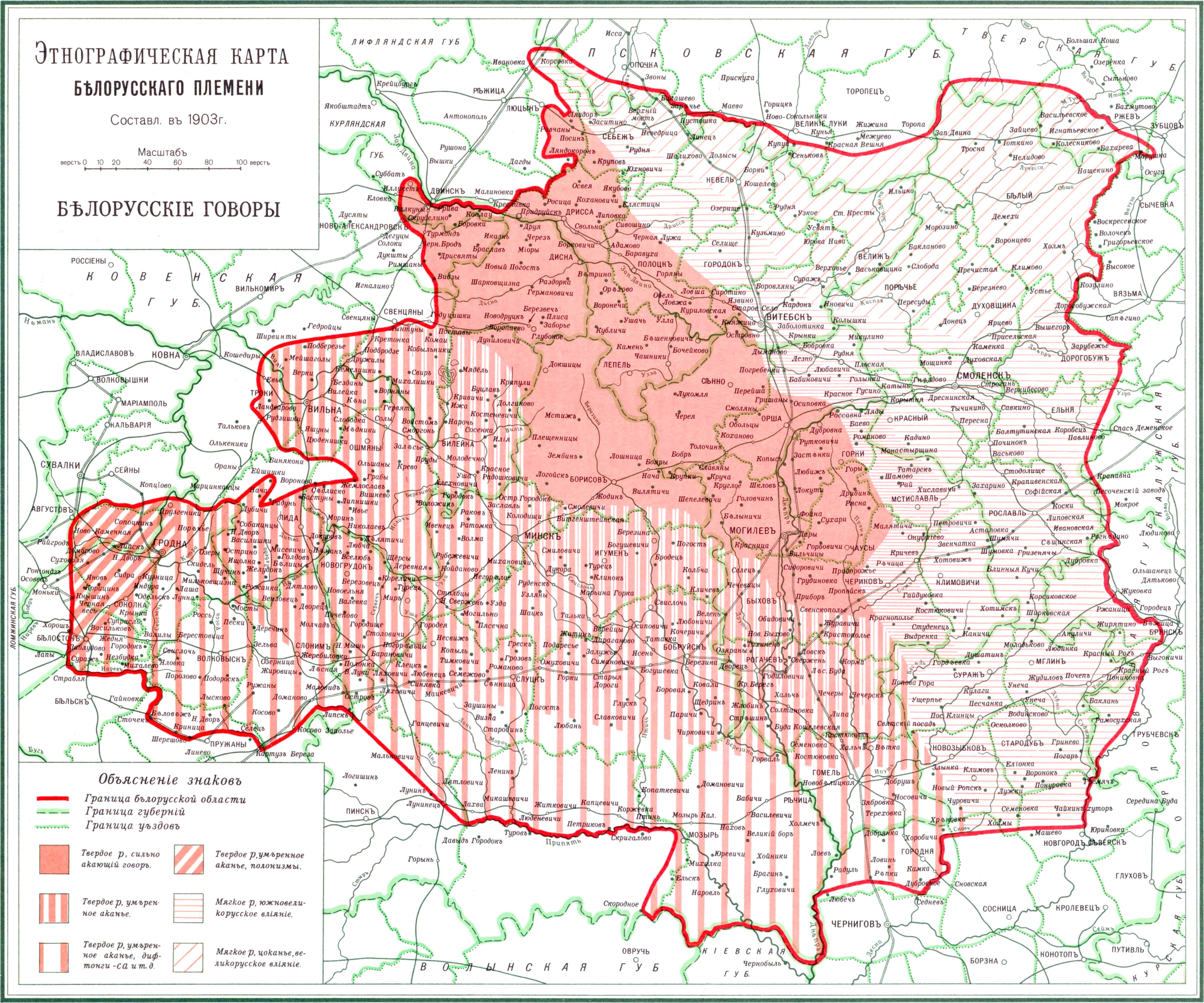
Этнографическая карта Е. Ф. Карского, 1903

На территории современной Литвы белорусы проживают не одно столетие. Часть их живут на этих землях со времен Великого княжества Литовского, многонационального средневекового государства, одного из крупнейших феодальных образований Восточной Европы. Фактически белорусскоязычное католическое население в XIX веке — начале XX века наряду с литовцами стало основой для формирования группы поляков Виленщины, или так называемых костёльных поляков. Часть белорусов переселились в Литву позже: так, немало белорусов переехало в Литву уже в советское время, после окончания Второй мировой войны, когда местность обезлюдела после того, как большинство поляков Виленщины выехало в Польшу по результатам советско-польских договоров об обмене населением.
Большинство этнических белорусов проживает в столице, Вильнюсе — 12 865 человек, далее идут города преимущественно центрального и южного расположения: Утена, с белорусской диаспорой в составе 1 515 человек, Каунас с 680 и Клайпеда с 638 белорусскими жителями.

## Численность
Численность резидентов-белорусов по данным Регистра народонаселения:
| Год        | 2014 | 2015   | 2016   | 2017   | 2018   |
| ---------- | ---- | ------ | ------ | ------ | ------ |
| Тысяч чел. | 42,4 | ↘ 39,2 | ↘ 34,9 | ↗ 35,1 | ↘ 30,8 |

### Переписи населения
Численность и доля белорусов по данным переписи населения:
|      | Численность | %      |
| 1959 | 30 256      | 1,11   |
| 1970 | ↗ 45 412    | ↗ 1,45 |
| 1979 | ↗ 57 584    | ↗ 1,69 |
| 1989 | ↗ 63 169    | ↗ 1,71 |
| 2001 | ↘ 42 866    | ↘ 1,23 |
| 2011 | ↘ 36 227    | ↘ 1,19 |

Численность белорусов по данным переписи населения в разрезе уездов:
|                     | 2001   | 2011   |
| ------------------- | ------ | ------ |
| Литва               | 42 866 | 36 227 |
| Алитусский уезд     | 832    | 668    |
| Вильнюсский уезд    | 30 491 | 26 672 |
| Каунасский уезд     | 1 942  | 1 454  |
| Клайпедский уезд    | 3 882  | 2 982  |
| Мариямпольский уезд | 222    | 188    |
| Паневежский уезд    | 501    | 376    |
| Таурагский уезд     | 106    | 93     |
| Тельшяйский уезд    | 331    | 252    |
| Утенский уезд       | 3 668  | 2 882  |
| Шяуляйский уезд     | 891    | 660    |

## Доля в общей численности населения
Доля белорусов по данным переписи населения в разрезе уездов (в %):
|                     | 2001 | 2011 |
| ------------------- | ---- | ---- |
| Литва               | 1,23 | 1,19 |
| Алитусский уезд     | 0,44 | 0,42 |
| Вильнюсский уезд    | 3,58 | 3,29 |
| Каунасский уезд     | 0,27 | 0,23 |
| Клайпедский уезд    | 1,00 | 0,87 |
| Мариямпольский уезд | 0,11 | 0,11 |
| Паневежский уезд    | 0,16 | 0,15 |
| Таурагский уезд     | 0,07 | 0,08 |
| Тельшяйский уезд    | 0,18 | 0,16 |
| Утенский уезд       | 1,97 | 1,89 |
| Шяуляйский уезд     | 0,24 | 0,21 |

Доля белорусов в общей численности постоянных жителей Литвы:
| Год | 2001 | 2011 | 2017 | 2018  | 2019  | 2020  | 2021  |
| --- | ---- | ---- | ---- | ----- | ----- | ----- | ----- |
| %   | 1,2  | 1,2  | 1,2  | ↗ 1,4 | ↗ 1,5 | ↗ 1,7 | ↗ 1,9 |

## Общественные организации белорусов в Литве
В настоящее время в Объединение общественных организаций белорусов в Литве, президентом которой является В. Войницкий, входит 19 организаций. Их цель, как и любых других образований национальных меньшинств, — сохранение белорусской культуры, традиций, обычаев, белорусского языка. Под непосредственным контролем Объединения в Вильнюсе с 1994 года работает гимназия (до 2013 года — средняя школа) имени Франциска Скорины с 12-летним обучением, где многие предметы преподаются на белорусском языке. Открыта белорусская воскресная школа в Клайпеде, в Висагинасе функционирует белорусский культурный центр.
В Вильнюсе находится белорусский университет — Европейский гуманитарный университет (ЕГУ). В ЕГУ преподаётся практически полный спектр основных гуманитарных дисциплин (право, журналистика, дизайн, туризм, искусство, философия, политология и многое другое). Обучение ведётся на русском, белорусском, английском и других языках.

## Взаимодействие с белорусскими властями

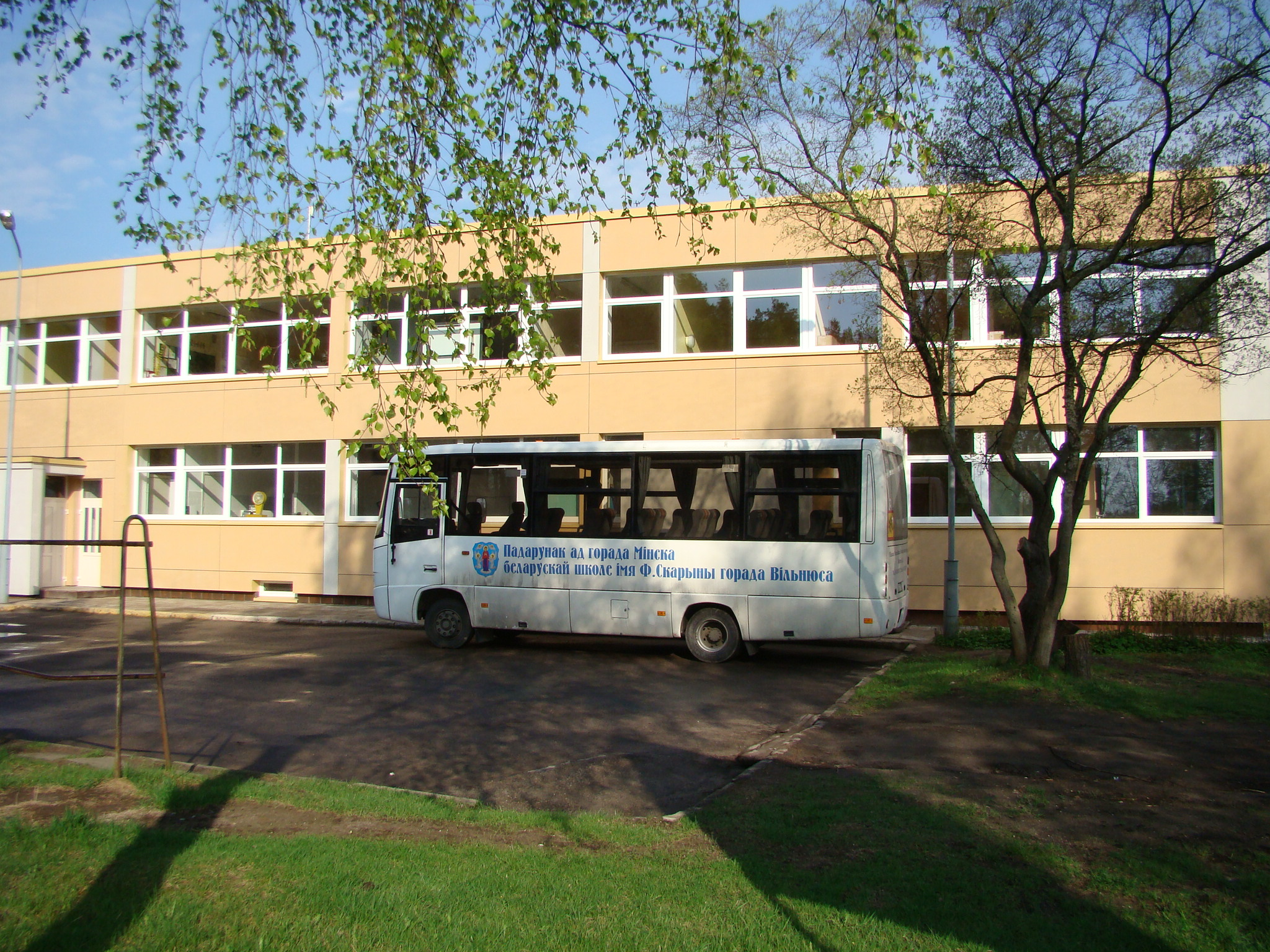
гимназия имени Франциска Скорины в Вильнюсе

На сегодняшний день программа поддержки белорусов зарубежья, о которой заявлялось официальным Минском как о приоритетном направлении своей внешней политики, практически не работает. Ранее функционировала программа «Белорусы в мире» (в частности, в 2016—2020 годах), направленная на обеспечение комплексного взаимодействия органов государственного управления, общественных организаций Республики Беларусь с белорусами зарубежья и объединениями белорусов зарубежья, привлечение белорусской диаспоры к участию в реализации программ социально-экономического и культурного развития Республики Беларусь, сохранение и поддержку её национально-культурной идентичности, содействие изучению белорусского языка в странах зарубежья. По этой программе этнические белорусы Литвы свободно посещали Белоруссию на экскурсиях и по ней же шло снабжение учебных центров методической литературой и компьютерами. В настоящее время она перестала финансироваться. Единственным каналом, по которому сегодня идет сообщение между белорусской диаспорой Литвы и белорусскими властями, остались квоты на бесплатное обучение в высших учебных заведениях Белоруссии. В самой же Литве в белорусских школах подчас ощущается элементарная нехватка современных учебных пособий.

## Белорусские предприниматели в Литве
В 2020 году белорусские компании планировали перевести в Литву от 500 до 2500 высококвалифицированных граждан Беларуси. По данным агентства «Инвестируй в Литве» на июнь 2021 года, в Литву за год переехали полностью или частично 30 белорусских компаний, которые планируют открыть около 2000 свободных рабочих мест. Белорусская компания Wargaming, занимающаяся компьютерными играми, купила в Вильнюсе 76 квартир (по цене 2800-3200 за м²), которые она будет сдавать своим работникам.
В 2021 году Министерство экономики и инноваций Литвы предложило ввести льготы для белорусских компаний, которые будут инвестировать в литовскую экономику.
Также белорусская община Литвы не раз высказывала пожелание иметь возможность покупать недвижимость и создавать свои предприятия в Белоруссии, сохраняя литовское гражданство, ускорить процесс выдачи вида на жительство тем, кто переезжает в Белоруссию на постоянное место жительства, ссылаясь на опыт и практику поддержки соотечественников за рубежом, которую проводит Польша. Однако пока эти вопросы остаются неразрешёнными.

## Религия
Большинство белорусов в Литве исповедуют католицизм (47 %), 32 % — православные.